# Кетлинский, Сергей Александрович
Сергей Александрович Кетлинский (21 июля 1940 года, Ленинград, СССР — 12 июня 2019 года, Санкт-Петербург, Россия) — советский и российский иммунолог, член-корреспондент РАМН (2005), член-корреспондент РАН (2014).

## Биография
Родился 21 июля 1940 года в Ленинграде. Окончил вечернюю школу рабочей молодежи, работал на Ленинградском металлическом заводе фрезеровщиком. В 1968 году окончил 1-й Ленинградский медицинский институт.
С 1968 по 1982 годы — научный сотрудник, заведующий лабораторией гистологии Института экспериментальной медицины. С 1982 года и до конца жизни работал в ГосНИИ особо чистых биопрепаратов, сначала научным сотрудником, а с 1990 года — заместитель директора института по научной работе. В 1990 году присвоено учёное звание профессора.
В 2001 году по приглашению правительства Японии в течение 10 месяцев изучал роли хемокинов в патогенезе опухолей в университете г. Канадзава.
В 2005 году избран членом-корреспондентом РАМН. В 2014 году стал членом-корреспондентом РАН (в рамках присоединения РАМН и РАСХН к РАН).
Умер 12 июня 2019 года в Санкт-Петербурге.

### Семья
- Отец — советский график, иллюстратор и живописец Евгений Адольфович Кибрик (1906—1978).
- Мать — русская советская писательница и сценаристка Вера Казимировна Кетлинская (1906—1976).
- Дед по матери — российский военный деятель, контр-адмирал, участник русско-японской войны Казимир Филиппович Кетлинский (1875—1918).
- Приёмный отец — русский советский писатель-маринист Александр Ильич Зонин (1901—1962).
- Жена — Ариадна Николаевна Кетлинская (род. 1942), врач-акушер. 
  - Дочь — Ольга Сергеевна Кетлинская (род. 1965), врач-офтальмолог.

## Научная деятельность
Специалист в области изучения медиаторов иммунитета — цитокинов. Создатель научной школы, которая работает над созданием новых технологий производства цитокинов.
Вел исследования, посвященные молекулярным аспектам иммунологии, внёс большой вклад в развитие рекомбинантных цитокинов — ИЛ-1α, ИЛ-6, ИЛ-8. Внёс большой вклад в формирование представлений об иммунопатогенезе ВИЧ-инфекции и путях создания отечественной вакцины против этого возбудителя.
Под его руководством впервые в стране создавались диагностические тесты для количественного определения цитокинов при различных заболеваниях человека.
Автор и соавтор более 200 научных статей и обзоров, 6 монографий, 21 изобретения, в том числе 11 патентов, среди которых 1 — зарубежный. Под его руководством выполнены 5 докторских и 10 кандидатских диссертаций.
Являлся членом международного, европейского и российского цитокиновых обществ, президиума правления Российского научного общества иммунологов (РНОИ), членом редколлегии журналов «Цитокины и воспаление», «Медицинский академический журнал» и «Иммунодефициты и СПИД».

## Награды
- Премия Правительства Российской Федерации в области науки и техники (в составе группы, за 2006 год) — за конструирование бактериальных продуцентов, организацию биотехнологического производства субстанций и препаратов на основе рекомбинантных цитокинов человека и внедрение разработанного медицинского препарата «Беталейкин»[2]
- Диплом и премия имени академика Н. Ф. Гамалеи РАМН — за монографию «Эндогенные иммуномодуляторы» (1992)